# Championnat du Mali de football 2016
Navigation
Saison précédente Saison suivante
La saison 2016 du Championnat du Mali de football est la 49e édition de la première division malienne à poule unique, la Première Division. Les vingt clubs sont répartis en deux groupes de dix, qui s'affrontent deux fois, à domicile et à l'extérieur. Les deux derniers de chaque groupe sont relégués tandis que les deux premiers disputent le Carré d'As pour le titre. 
C'est le tenant du titre, le Stade malien, qui est à nouveau sacré cette saison après avoir terminé en tête de la poule finale, avec sept points d'avance sur l'AS Real Bamako et huit sur le Djoliba AC. C'est le vingt-et-unième titre de champion du Mali de l'histoire du club, le sixième succès en sept saisons.
Les quatre clubs exclus durant la saison dernière sont réintégrés cette saison, ce qui entraîne le changement de format du championnat, qui passe d'une poule unique de 16 équipes à une formule avec deux poules de 10.

## Qualifications continentales
Le vainqueur du championnat et son dauphin se qualifient pour la Ligue des champions de la CAF 2017. Le troisième du classement et le vainqueur de la Coupe du Mali obtiennent quant à eux leur billet pour la Coupe de la confédération 2017. Si le vainqueur de la Coupe se classe parmi les trois premiers, c'est le quatrième du classement qui récupère la place vacante.

## Les clubs participants
| - Djoliba AC - AS Real Bamako - CO Bamako - AS Sabana - Débo Club - Promu de Deuxième division - Centre Salif-Keita - Onze Créateurs de Niaréla - AS Police Bamako - Mamahira AC - Lafia Club - Promu de Deuxième division | - Stade malien - CS Duguwolofila - AS Avenir - USC Kita - Promu de Deuxième division - AS Nianan - AS Bakaridjan - AS Bamako - USFAS Bamako - ASO Missira - US Bougouni - Promu de Deuxième division |

## Compétition

### Première phase
Le barème de points servant à établir le classement se décompose ainsi :
- Victoire : 3 points
- Match nul : 1 point
- Défaite : 0 point

| Rang | Équipe                     | Pts | J  | G  | N | P  | Bp | Bc | Diff |
| ---- | -------------------------- | --- | -- | -- | - | -- | -- | -- | ---- |
| 1    | Stade malienT              | 35  | 16 | 10 | 5 | 1  | 24 | 8  | +16  |
| 2    | Onze Créateurs de NiarélaC | 31  | 16 | 9  | 4 | 3  | 19 | 12 | +7   |
| 3    | CO Bamako                  | 27  | 16 | 8  | 3 | 5  | 22 | 14 | +8   |
| 4    | Lafia ClubP                | 24  | 16 | 7  | 3 | 6  | 17 | 15 | +2   |
| 5    | CS Duguwolofila            | 20  | 16 | 5  | 5 | 6  | 19 | 17 | +2   |
| 6    | ASO Missira                | 18  | 16 | 5  | 3 | 8  | 9  | 12 | -3   |
| 7    | AS Nianan                  | 18  | 16 | 5  | 3 | 8  | 11 | 21 | -10  |
| 8    | US BougouniP               | 17  | 16 | 5  | 2 | 9  | 13 | 19 | -6   |
| 9    | AS Sabana                  | 10  | 16 | 2  | 4 | 10 | 13 | 19 | -6   |
| 10   | AS Avenir exclu            |     |    |    |   |    |    |    |      |

| Rang | Équipe             | Pts | J  | G  | N | P | Bp | Bc | Diff |
| ---- | ------------------ | --- | -- | -- | - | - | -- | -- | ---- |
| 1    | AS Real Bamako     | 36  | 18 | 11 | 3 | 4 | 32 | 14 | +18  |
| 2    | Djoliba AC         | 34  | 18 | 9  | 7 | 2 | 30 | 11 | +19  |
| 3    | AS Bamako          | 29  | 18 | 8  | 5 | 5 | 15 | 13 | +2   |
| 4    | USFAS Bamako       | 24  | 18 | 7  | 3 | 8 | 20 | 20 | 0    |
| 5    | AS Bakaridjan      | 24  | 18 | 7  | 3 | 8 | 14 | 22 | -8   |
| 6    | USC KitaP          | 23  | 18 | 5  | 8 | 5 | 15 | 13 | +2   |
| 7    | Centre Salif-Keita | 21  | 18 | 6  | 3 | 9 | 16 | 30 | -14  |
| 8    | Mamahira AC        | 20  | 18 | 5  | 5 | 8 | 16 | 14 | +2   |
| 9    | AS Police          | 18  | 18 | 4  | 6 | 8 | 11 | 19 | -8   |
| 10   | Débo ClubP         | 17  | 18 | 4  | 5 | 9 | 16 | 29 | -13  |

|  | Qualification pour le Carré d'As                                                     |
|  | Relégation en Deuxième division                                                      |
|  | T : Tenant du titre C : Vainqueur de la Coupe du Mali P : Promu de Deuxième division |

- L'AS Avenir est exclu du championnat après avoir déclaré forfait lors des trois premières journées.

### Carré d'As
| Rang | Équipe                     | Pts | J | G | N | P | Bp | Bc | Diff |  | Résultats (▼ dom., ► ext.) | SMa | Rea | Djo | Onz |
| ---- | -------------------------- | --- | - | - | - | - | -- | -- | ---- |  | -------------------------- | --- | --- | --- | --- |
| 1    | Stade malienT              | 14  | 6 | 4 | 2 | 0 | 6  | 1  | +5   |  | Stade malienT              |     | 1-0 | 2-0 | 2-1 |
| 2    | AS Real Bamako             | 7   | 6 | 2 | 1 | 3 | 3  | 4  | -1   |  | AS Real Bamako             | 0-1 |     | 1-0 | 1-0 |
| 3    | Djoliba AC                 | 6   | 6 | 1 | 3 | 2 | 3  | 4  | -1   |  | Djoliba AC                 | 0-0 | 1-1 |     | 0-0 |
| 4    | Onze Créateurs de NiarélaC | 5   | 6 | 1 | 2 | 3 | 2  | 5  | -3   |  | Onze Créateurs de NiarélaC | 0-0 | 1-0 | 0-2 |     |

|  | Qualification pour la Ligue des champions de la CAF 2017 |
|  | Qualification pour la Coupe de la confédération 2017     |
|  | T : Tenant du titre C : Vainqueur de la Coupe du Mali    |

## Bilan de la saison
| Championnat du Mali de football 2016 |                                |
| Champion                             | Stade malien (21e titre)       |
| Coupes et trophées                   |                                |
| Vainqueur de la Coupe du Mali 2016   | Onze Créateurs de Niaréla      |
| Qualifications continentales         |                                |
| Ligue des champions de la CAF 2017   | Stade malien                   |
| Ligue des champions de la CAF 2017   | AS Real Bamako                 |
| Coupe de la confédération 2017       | Onze Créateurs de Niaréla      |
| Coupe de la confédération 2017       | Djoliba AC                     |
| Promotions et relégations            |                                |
| Promus en Division 1                 | AS Black Stars de Badalabougou |
| Promus en Division 1                 | Sonni AC                       |
| Relégués en Division 2               | AS Sabana                      |
| Relégués en Division 2               | AS Avenir                      |
| Relégués en Division 2               | AS Police                      |
| Relégués en Division 2               | Débo Club                      |